# 通傑利

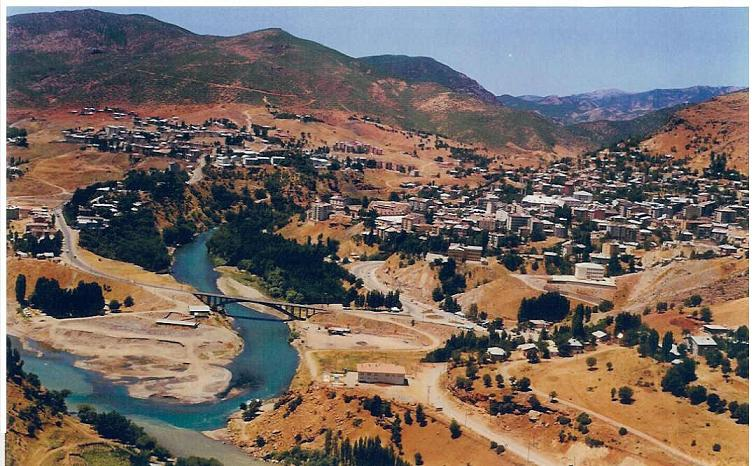
通傑利

通傑利是土耳其的城市，也是通傑利省的首府，位於該國中西部，面積882平方公里，受大陸性氣候影響，每年平均降雨量824毫米，2008年人口28,586。